# العلاقات الإيرانية السلوفاكية
العلاقات الإيرانية السلوفاكية هي العلاقات الثنائية التي تجمع بين إيران وسلوفاكيا.

## مقارنة بين البلدين
هذه مقارنة عامة ومرجعية للدولتين:
| وجه المقارنة                                              | إيران                    | سلوفاكيا                                                       |
| --------------------------------------------------------- | ------------------------ | -------------------------------------------------------------- |
| المساحة (كم2)                                             | 1.65 مليون               | 49.03 ألف                                                      |
| عدد السكان (نسمة)                                         | 79.97 مليون              | 5.44 مليون                                                     |
| الكثافة السكانية (ن./كم²)                                 | 48.47                    | 110.95                                                         |
| العاصمة                                                   | طهران                    | براتيسلافا                                                     |
| اللغة الرسمية                                             | لغة فارسية               | اللغة السلوفاكية                                               |
| العملة                                                    | ريال إيراني              | كرونة سلوفاكية، يورو                                           |
| الناتج المحلي الإجمالي (بليون دولار)                      | 439.51 مليار             | 95.77 مليار                                                    |
| الناتج المحلي الإجمالي (تعادل القوة الشرائية) بليون دولار | 1.36 تريليون             | 162.34 مليار                                                   |
| الناتج المحلي الإجمالي الاسمي للفرد دولار أمريكي          |                          | 16.09 ألف                                                      |
| الناتج المحلي الإجمالي للفرد دولار أمريكي                 |                          | 30.46 ألف                                                      |
| مؤشر التنمية البشرية                                      | 0.766                    | 0.844                                                          |
| رمز المكالمات الدولي                                      | +98                      | +421                                                           |
| رمز الإنترنت                                              | .ir،                     | .sk                                                            |
| المنطقة الزمنية                                           | ت ع م+03:30، توقيت إيران | توقيت وسط أوروبا، ت ع م+01:00، ت ع م+02:00، أوروبا/براتيسلافا ‏ |

## منظمات دولية مشتركة
يشترك البلدان في عضوية مجموعة من المنظمات الدولية، منها:
| علم المنظمة | اسم المنظمة                        | تاريخ انضمام إيران | تاريخ انضمام سلوفاكيا |
| ----------- | ---------------------------------- | ------------------ | --------------------- |
|             | مؤسسة التنمية الدولية              | 10 أكتوبر 1960     | 1993                  |
|             | يونسكو                             | 6 سبتمبر 1948      | 9 فبراير 1993         |
|             | وكالة ضمان الاستثمار متعدد الأطراف | 15 ديسمبر 2003     | 1993                  |
|             | الأمم المتحدة                      | 24 أكتوبر 1945     | 19 يناير 1993         |
|             | الفريق المعني برصد الأرض           | ?                  | ?                     |
|             | الاتحاد البريدي العالمي            | ?                  | ?                     |
|             | البنك الدولي للإنشاء والتعمير      | 29 ديسمبر 1945     | 1993                  |
|             | منظمة حظر الأسلحة الكيميائية       | ?                  | ?                     |
|             | مؤسسة التمويل الدولية              | 28 ديسمبر 1956     | 1993                  |
|             | منظمة الشرطة الجنائية الدولية      | ?                  | ?                     |

## وصلات خارجية
- موقع وزارة الخارجية الإيرانية
- موقع وزارة الخارجية السلوفاكية